# Гемантус
Гема́нтус (лат. Haemanthus) — род однодольных цветковых растений, включённый в подсемейство Амариллисовые (Amaryllidoideae) семейства Амариллисовые (Amaryllidaceae). Некоторые виды являются комнатными и оранжерейными растениями.

## Название
Научное название рода, Haemanthus, было перенято Карлом Линнеем в 1753 году у Ж. Питтона де Турнефора. Оно образовано от др.-греч. αίμα — «кровь» и άνθος — «цветок», что относится к красной окраске цветков типового вида рода.

## Ботаническое описание
Виды рода Гемантус — вечнозелёные или листопадные растения с яйцевидной или грушевидной луковицей, обычно погружённой в землю, реже выступающей над ней. Листья немногочисленные, ремневидной формы, мясистые. Три вида — суккуленты.
Цветки собраны в густое зонтичное соцветие на конце стрелки, окружённое красными или белыми прицветниками яйцевидной формы. Венчик с короткой трубкой. Тычинки в количестве 6, нитевидные, с продолговатым пыльником. Пестик нитевидный, с трёхраздельным рыльцем. Завязь шаровидная, нижняя.
Плод — мясистая округлая ягода с чёрными семенами.

## Ареал
Все виды рода происходят исключительно из Южной Африки.
Один вид, гемантус белоцветковый, часто выращивается в качестве комнатного растения и декоративного растения открытого грунта.

## Таксономия
|  |                       |  |                                      |                                      |                            |  | ещё 2 подсемейства |              |              |         |
|  |                       |  |                                      |                                      |                            |  |                    |              |              | 22 вида |
|  |                       |  |                                      | семейство Амариллисовые              |                            |  |                    |              | род Гемантус |         |
|  |                       |  |                                      | семейство Амариллисовые              |                            |  |                    |              | род Гемантус |         |
|  | порядок Спаржецветные |  |                                      |                                      | подсемейство Амариллисовые |  |                    |              |              |         |
|  | порядок Спаржецветные |  |                                      |                                      |                            |  |                    |              |              |         |
|  |                       |  | ещё 13 семейств (по Системе APG III) | ещё 13 семейств (по Системе APG III) |                            |  |                    | ещё 66 родов | ещё 66 родов |         |
|  |                       |  |                                      | ещё 13 семейств (по Системе APG III) |                            |  |                    |              | ещё 66 родов |         |

### Синонимы
- Diacles Salisb., 1866
- Leucodesmis Raf., 1838
- Melicho Salisb., 1866
- Perihema Raf., 1838
- Serena Raf., 1838

### Виды
По данным The Plant List:
- Haemanthus albiflos Jacq., 1797 — Гемантус белоцветковый
- Haemanthus amarylloides Jacq., 1804
- Haemanthus avasmontanus Dinter, 1923
- Haemanthus barkerae Snijman, 1981
- Haemanthus canaliculatus Levyns, 1966
- Haemanthus carneus Ker Gawl., 1821
- Haemanthus coccineus L., 1753 — Гемантус шарлаховый
- Haemanthus crispus Snijman, 1981
- Haemanthus dasyphyllus Snijman, 1984
- Haemanthus deformis Hook.f., 1871
- Haemanthus graniticus Snijman, 1984
- Haemanthus humilis Jacq., 1804
- Haemanthus lanceifolius Jacq., 1797
- Haemanthus montanus Baker, 1896
- Haemanthus namaquensis R.A.Dyer, 1940
- Haemanthus nortieri Isaac, 1937
- Haemanthus pauculifolius Snijman & A.E.van Wyk, 1993
- Haemanthus pubescens L.f., 1782
- Haemanthus pumilio Jacq., 1797
- Haemanthus sanguineus Jacq., 1804
- Haemanthus tristis Snijman, 1984
- Haemanthus unifoliatus Snijman, 1984